# Colt Commander
A Colt Commander é uma pistola de ação simples, semiautomática, baseada na M1911 projetada por John M. Browning. Foi a primeira pistola americana produzida em massa com uma estrutura de liga de alumínio e a primeira pistola Colt a ser produzida para utilizar o calibre 9mm Parabellum.
A Colt produziu diversas variações do Colt Commander, oferecendo a mesma em calibres .45 ACP e .38 Super. Outras variantes surgiram com diferentes graus de precisão de fábrica, materiais e equipamentos especiais.

## História
A pistola que mais tarde seria chamada de Colt Commander foi a candidata da Colt Manufacturing Company em um teste do governo dos EUA após a Segunda Guerra Mundial para encontrar uma substituição mais leve para a pistola de serviço M1911, que seria distribuída aos oficiais das forças armadas. Em 1949, foram emitidos requisitos para que a pistola tivesse câmara para o calibre 9mm Parabellum e não poderia exceder 7 polegadas (177 milímetros) de comprimento ou pesar mais de 25 onças (198 gramas). 
Os candidatos incluíam variantes Browning Hi-Power da Inglis do Canadá, e da Fabrique Nationale da Bélgica, e o S&W Model 39 da Smith & Wesson. A Colt apresentou uma versão modificada de sua M1911, com de calibre 9mm, tendo uma estrutura de liga de alumínio, um cano curto de 4,25 polegadas (108mm) e um carregador de 9 cartuchos. Em 1950, a Colt colocou seu candidato em produção regular com as restantes armas que produzia. Foi a primeira pistola com estrutura de alumínio em grande produção e também a primeira pistola Colt a ser originalmente fabricada em calibre 9mm. A produção do primeiro ano incluiu também câmaras para calibres .45 ACP e .38 Super.
Em 1970, a Colt desenhou e lançou para o mercado a "Colt Combat Commander", produzida totalmente em aço, com um modelo opcional em níquel acetinado. Para diferenciar os dois modelos, o modelo com estrutura de alumínio foi renomeado como "Lightweight Commander".

### Variantes
O .45 ACP "Colt Commander Gold Cup" foi projetado para oferecer desempenho instantâneo para competição em competições de caracter nacional. Ele veio com um carregador de 8 cartuchos, mais uma mola de recuo separada e um carregador de 7 cartuchos para munição canto-vivo (conhecido em inglês como wadcutter).
O "Colt Combat Elite" foi desenvolvido e criado de forma específica para jogos de tiro em estilo combate. O modelo .45 ACP da Combat Elite vem com dois carregadores de 8 cartuchos, enquanto que o modelo em calibre .38 Super vem com dois carregadores de 9 cartuchos.
A pistola "CCO" ou "Concealed Carry Officer's", combinava o conjunto de slide e cano da Colt Commander de aço inoxidável com a estrutura mais curta da Colt Officer's ACP, afim de ser utilizada por autoridades americanas.

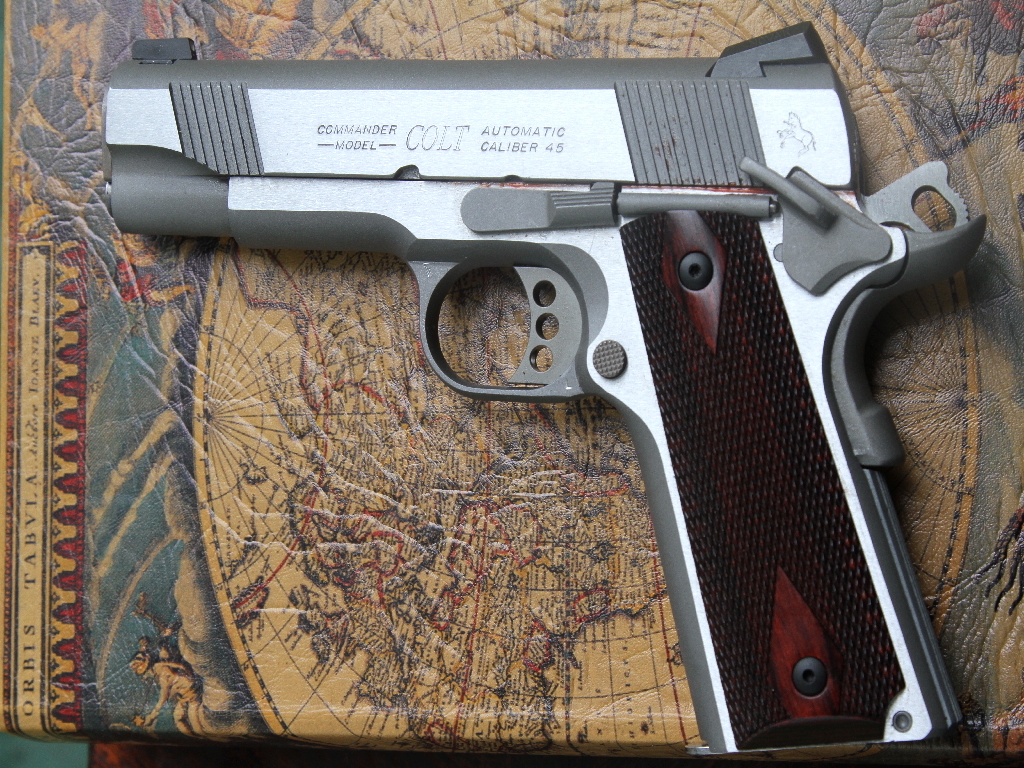
Uma variante "XSE" do Colt Combat Commander em .45 ACP.

Uma edição limitada do Colt Commander em calibre 7,65 mm Parabellum (conhecida também como .30 Luger) foi feita para exportação no início da década de 1970, com poucas unidades sendo produzidas.

## Links externos
- Manual Oficial de Segurança e Instruções (PDF; arquivado da Colt)